# Copa Conmebol 1996
La Copa Conmebol 1996 fue la quinta edición del torneo, organizado por la Confederación Sudamericana de Fútbol, en el que participaron dieciséis equipos de diez países sudamericanos: Argentina, Bolivia, Brasil, Chile, Colombia, Ecuador, Paraguay, Perú, Uruguay y Venezuela.
El campeón fue Lanús, de Argentina, que superó en la final al cuadro colombiano de Independiente Santa Fe con un marcador global de 2-1. Gracias al título, se clasificó de manera automática a la Copa Conmebol 1997.

## Formato
El torneo se desarrolló plenamente bajo un formato de eliminación directa, donde cada equipo enfrentaba a su rival de turno en partidos de ida y vuelta. Todos los equipos comenzaron su participación desde los Octavos de final, estableciéndose los cruces de dicha instancia de acuerdo a sus ubicaciones geográficas, razón por la cual varias llaves quedaron conformadas por dos equipos de una misma asociación nacional. En caso de igualdad de puntos y diferencia de goles al finalizar ambos encuentros, en cualquiera de las fases, se ejecutaron tiros desde el punto penal.
|                               |                               | Equipos que entran en esta fase | Equipos que provienen de la fase anterior        |
| ----------------------------- | ----------------------------- | --- | ------------------------------------------------ |
| Octavos de final (16 equipos) | Octavos de final (16 equipos) | - 4 equipos de Brasil - 2 equipos de Argentina, Colombia y Uruguay - 1 equipo de Bolivia, Chile, Ecuador, Paraguay, Perú y Venezuela |                                                  |
| Cuartos de final (8 equipos)  | Cuartos de final (8 equipos)  | | - 8 equipos clasificados de los Octavos de final |

## Equipos participantes
En cursiva los equipos debutantes en el torneo.
| País                               | Equipo                                        | Vía de clasificación |
| ---------------------------------- | --------------------------------------------- | --- |
| Argentina 1 cupo + campeón vigente | Rosario Central Lanús                         | Campeón de la Copa Conmebol 1995 Mejor equipo ubicado en la tabla de posiciones del Campeonato de Primera División 1995-96 no participante ni de la Supercopa Sudamericana 1996 ni de la Copa Libertadores 1997 |
| Bolivia 1 cupo                     | Bolívar                                       | 3.º puesto del Campeonato de Primera División 1995 |
| Brasil 4 cupos                     | Fluminense Palmeiras Bragantino Vasco da Gama | Mejor ubicado del Campeonato Brasileño de 1995 no clasificado a Copa Libertadores 1996 ni a la Supercopa 1996 2.° mejor ubicado del Campeonato Brasileño de 1995 no clasificado a Copa Libertadores 1996 ni a la Supercopa 1996 3.° mejor ubicado del Campeonato Brasileño de 1995 no clasificado a Copa Libertadores 1996 ni a la Supercopa 1996 Mejor ubicado de la Copa de Brasil 1995 no clasificado a Copa Libertadores 1996 ni a la Supercopa 1996 |
| Chile 1 cupo                       | Cobreloa                                      | Ganador de la Liguilla Pre-Conmebol 1996 |
| Colombia 2 cupos                   | Deportes Tolima Santa Fe                      | 4.º puesto de la Reclasificación del Campeonato colombiano 1995-96 Ganador de la Liguilla Pre-Conmebol 1996 |
| Ecuador 1 cupo                     | Emelec                                        | Ganador de la Fase Pre-Conmebol del Campeonato Ecuatoriano de Fútbol 1995 |
| Paraguay 1 cupo                    | Guaraní                                       | Ganador del Torneo Apertura 1996 |
| Perú 1 cupo                        | Alianza Lima                                  | 3.º puesto del Campeonato Descentralizado 1995 |
| Uruguay 2 cupos                    | River Plate Porongos                          | 5.º puesto de la Liguilla Pre-Libertadores de América de 1995 6.º puesto de la Liguilla Pre-Libertadores de América de 1995 |
| Venezuela 1 cupo                   | Unión Atlético Táchira                        | Ganador de la Liguilla Pre-Conmebol 1996 |

### Distribución geográfica de los equipos
Distribución geográfica de las sedes de los equipos participantes:

## Resultados

### Cuadro de desarrollo
|  | Octavos de final                 | Octavos de final                 | Octavos de final                 | Octavos de final                 |   |               | Cuartos de final   | Cuartos de final   | Cuartos de final   | Cuartos de final   |  |                 | Semifinales                      | Semifinales                      | Semifinales                      | Semifinales                      |  |          | Final                            | Final                            | Final                            | Final                            |  |
|  | 10 de septiembre al 2 de octubre | 10 de septiembre al 2 de octubre | 10 de septiembre al 2 de octubre | 10 de septiembre al 2 de octubre |   |               | 7 al 24 de octubre | 7 al 24 de octubre | 7 al 24 de octubre | 7 al 24 de octubre |  |                 | 29 de octubre al 13 de noviembre | 29 de octubre al 13 de noviembre | 29 de octubre al 13 de noviembre | 29 de octubre al 13 de noviembre |  |          | 20 de noviembre y 4 de diciembre | 20 de noviembre y 4 de diciembre | 20 de noviembre y 4 de diciembre | 20 de noviembre y 4 de diciembre |  |
|  |                                  |                                  |                                  |                                  |   |               |                    |                    |                    |                    |  |                 |                                  |                                  |                                  |                                  |  |          |                                  |                                  |                                  |                                  |  |
|  |                                  |                                  |                                  |                                  |   |               |                    |                    |                    |                    |  |                 |                                  |                                  |                                  |                                  |  |          |                                  |                                  |                                  |                                  |  |
|  | Palmeiras                        | 1                                | 3                                | 4                                |   |               |                    |                    |                    |                    |  |                 |                                  |                                  |                                  |                                  |  |          |                                  |                                  |                                  |                                  |  |
|  | Palmeiras                        | 1                                | 3                                | 4                                |   |               |                    |                    |                    |                    |  |                 |                                  |                                  |                                  |                                  |  |          |                                  |                                  |                                  |                                  |  |
|  | Bragantino                       | 5                                | 0                                | 5                                |   |               |                    |                    |                    |                    |  |                 |                                  |                                  |                                  |                                  |  |          |                                  |                                  |                                  |                                  |  |
|  | Bragantino                       | 5                                | 0                                | 5                                |   | Bragantino    | 0                  | 0                  | 0                  |                    |  |                 |                                  |                                  |                                  |                                  |  |          |                                  |                                  |                                  |                                  |  |
|  |                                  |                                  |                                  |                                  |   | Bragantino    | 0                  | 0                  | 0                  |                    |  |                 |                                  |                                  |                                  |                                  |  |          |                                  |                                  |                                  |                                  |  |
|  |                                  |                                  | Santa Fe                         | 1                                | 0 | 1             |                    |                    |                    |                    |  |                 |                                  |                                  |                                  |                                  |  |          |                                  |                                  |                                  |                                  |  |
|  | Santa Fe                         | 2                                | Santa Fe                         | 1                                | 0 | 1             | 3                  | 5                  |                    |                    |  |                 |                                  |                                  |                                  |                                  |  |          |                                  |                                  |                                  |                                  |  |
|  | Santa Fe                         | 2                                |                                  |                                  |   |               |                    |                    |                    |                    |  |                 |                                  |                                  |                                  |                                  |  |          |                                  |                                  |                                  |                                  |  |
|  | Unión Atlético Táchira           | 2                                | 0                                | 2                                |   |               |                    |                    |                    |                    |  |                 |                                  |                                  |                                  |                                  |  |          |                                  |                                  |                                  |                                  |  |
|  | Unión Atlético Táchira           | 2                                | 0                                | 2                                |   |               |                    |                    |                    |                    |  | Santa Fe (p.)   | 1                                | 1                                | 2 (6)                            |                                  |  |          |                                  |                                  |                                  |                                  |  |
|  |                                  |                                  |                                  |                                  |   |               |                    |                    |                    |                    |  | Santa Fe (p.)   | 1                                | 1                                | 2 (6)                            |                                  |  |          |                                  |                                  |                                  |                                  |  |
|  |                                  |                                  | Vasco da Gama                    | 2                                | 0 | 2 (5)         |                    |                    |                    |                    |  |                 |                                  |                                  |                                  |                                  |  |          |                                  |                                  |                                  |                                  |  |
|  | Vasco da Gama                    | 0                                | Vasco da Gama                    | 2                                | 0 | 2 (5)         | 4                  | 4                  |                    |                    |  |                 |                                  |                                  |                                  |                                  |  |          |                                  |                                  |                                  |                                  |  |
|  | Vasco da Gama                    | 0                                |                                  |                                  |   |               |                    |                    |                    |                    |  |                 |                                  |                                  |                                  |                                  |  |          |                                  |                                  |                                  |                                  |  |
|  | Deportes Tolima                  | 1                                | 0                                | 1                                |   |               |                    |                    |                    |                    |  |                 |                                  |                                  |                                  |                                  |  |          |                                  |                                  |                                  |                                  |  |
|  | Deportes Tolima                  | 1                                | 0                                | 1                                |   | Vasco da Gama | 2                  | 0                  | 2                  |                    |  |                 |                                  |                                  |                                  |                                  |  |          |                                  |                                  |                                  |                                  |  |
|  |                                  |                                  |                                  |                                  |   | Vasco da Gama | 2                  | 0                  | 2                  |                    |  |                 |                                  |                                  |                                  |                                  |  |          |                                  |                                  |                                  |                                  |  |
|  |                                  |                                  | Emelec                           | 0                                | 1 | 1             |                    |                    |                    |                    |  |                 |                                  |                                  |                                  |                                  |  |          |                                  |                                  |                                  |                                  |  |
|  | Emelec (p.)                      | 1                                | Emelec                           | 0                                | 1 | 1             | 2                  | 3 (4)              |                    |                    |  |                 |                                  |                                  |                                  |                                  |  |          |                                  |                                  |                                  |                                  |  |
|  | Emelec (p.)                      | 1                                |                                  |                                  |   |               |                    |                    |                    |                    |  |                 |                                  |                                  |                                  |                                  |  |          |                                  |                                  |                                  |                                  |  |
|  | Alianza Lima                     | 2                                | 1                                | 3 (3)                            |   |               |                    |                    |                    |                    |  |                 |                                  |                                  |                                  |                                  |  |          |                                  |                                  |                                  |                                  |  |
|  | Alianza Lima                     | 2                                | 1                                | 3 (3)                            |   |               |                    |                    |                    |                    |  |                 |                                  |                                  |                                  |                                  |  | Santa Fe | 0                                | 1                                | 1                                |                                  |  |
|  |                                  |                                  |                                  |                                  |   |               |                    |                    |                    |                    |  |                 |                                  |                                  |                                  |                                  |  | Santa Fe | 0                                | 1                                | 1                                |                                  |  |
|  |                                  |                                  | Lanús                            | 2                                | 0 | 2             |                    |                    |                    |                    |  |                 |                                  |                                  |                                  |                                  |  |          |                                  |                                  |                                  |                                  |  |
|  | River Plate                      | 2                                | Lanús                            | 2                                | 0 | 2             | 6                  | 8                  |                    |                    |  |                 |                                  |                                  |                                  |                                  |  |          |                                  |                                  |                                  |                                  |  |
|  | River Plate                      | 2                                |                                  |                                  |   |               |                    |                    |                    |                    |  |                 |                                  |                                  |                                  |                                  |  |          |                                  |                                  |                                  |                                  |  |
|  | Porongos                         | 2                                | 0                                | 2                                |   |               |                    |                    |                    |                    |  |                 |                                  |                                  |                                  |                                  |  |          |                                  |                                  |                                  |                                  |  |
|  | Porongos                         | 2                                | 0                                | 2                                |   | River Plate   | 0                  | 0                  | 0                  |                    |  |                 |                                  |                                  |                                  |                                  |  |          |                                  |                                  |                                  |                                  |  |
|  |                                  |                                  |                                  |                                  |   | River Plate   | 0                  | 0                  | 0                  |                    |  |                 |                                  |                                  |                                  |                                  |  |          |                                  |                                  |                                  |                                  |  |
|  |                                  |                                  | Rosario Central                  | 4                                | 0 | 4             |                    |                    |                    |                    |  |                 |                                  |                                  |                                  |                                  |  |          |                                  |                                  |                                  |                                  |  |
|  | Rosario Central                  | 2                                | Rosario Central                  | 4                                | 0 | 4             | 4                  | 6                  |                    |                    |  |                 |                                  |                                  |                                  |                                  |  |          |                                  |                                  |                                  |                                  |  |
|  | Rosario Central                  | 2                                |                                  |                                  |   |               |                    |                    |                    |                    |  |                 |                                  |                                  |                                  |                                  |  |          |                                  |                                  |                                  |                                  |  |
|  | Cobreloa                         | 3                                | 1                                | 4                                |   |               |                    |                    |                    |                    |  |                 |                                  |                                  |                                  |                                  |  |          |                                  |                                  |                                  |                                  |  |
|  | Cobreloa                         | 3                                | 1                                | 4                                |   |               |                    |                    |                    |                    |  | Rosario Central | 0                                | 1                                | 1                                |                                  |  |          |                                  |                                  |                                  |                                  |  |
|  |                                  |                                  |                                  |                                  |   |               |                    |                    |                    |                    |  | Rosario Central | 0                                | 1                                | 1                                |                                  |  |          |                                  |                                  |                                  |                                  |  |
|  |                                  |                                  | Lanús                            | 3                                | 3 | 6             |                    |                    |                    |                    |  |                 |                                  |                                  |                                  |                                  |  |          |                                  |                                  |                                  |                                  |  |
|  | Lanús                            | 0                                | Lanús                            | 3                                | 3 | 6             | 4                  | 4                  |                    |                    |  |                 |                                  |                                  |                                  |                                  |  |          |                                  |                                  |                                  |                                  |  |
|  | Lanús                            | 0                                |                                  |                                  |   |               |                    |                    |                    |                    |  |                 |                                  |                                  |                                  |                                  |  |          |                                  |                                  |                                  |                                  |  |
|  | Bolívar                          | 1                                | 1                                | 2                                |   |               |                    |                    |                    |                    |  |                 |                                  |                                  |                                  |                                  |  |          |                                  |                                  |                                  |                                  |  |
|  | Bolívar                          | 1                                | 1                                | 2                                |   | Lanús         | 2                  | 6                  | 8                  |                    |  |                 |                                  |                                  |                                  |                                  |  |          |                                  |                                  |                                  |                                  |  |
|  |                                  |                                  |                                  |                                  |   | Lanús         | 2                  | 6                  | 8                  |                    |  |                 |                                  |                                  |                                  |                                  |  |          |                                  |                                  |                                  |                                  |  |
|  |                                  |                                  | Guaraní                          | 0                                | 2 | 2             |                    |                    |                    |                    |  |                 |                                  |                                  |                                  |                                  |  |          |                                  |                                  |                                  |                                  |  |
|  | Fluminense                       | 1                                | Guaraní                          | 0                                | 2 | 2             | 2                  | 3                  |                    |                    |  |                 |                                  |                                  |                                  |                                  |  |          |                                  |                                  |                                  |                                  |  |
|  | Fluminense                       | 1                                |                                  |                                  |   |               |                    |                    |                    |                    |  |                 |                                  |                                  |                                  |                                  |  |          |                                  |                                  |                                  |                                  |  |
|  | Guaraní                          | 3                                | 2                                | 5                                |   |               |                    |                    |                    |                    |  |                 |                                  |                                  |                                  |                                  |  |          |                                  |                                  |                                  |                                  |  |
|  | Guaraní                          | 3                                | 2                                | 5                                |   |               |                    |                    |                    |                    |  |                 |                                  |                                  |                                  |                                  |  |          |                                  |                                  |                                  |                                  |  |
|  |                                  |                                  |                                  |                                  |   |               |                    |                    |                    |                    |  |                 |                                  |                                  |                                  |                                  |  |          |                                  |                                  |                                  |                                  |  |

- Nota: En cada llave, el equipo que ocupa la primera línea es el que definió la serie como local.

### Octavos de final
| 24 de septiembre de 1996 | Bragantino                                                                  | 5:1 (2:0) | Palmeiras         | Estadio Marcelo Stéfani, Bragança Paulista |                           |
|                          | Kelly 21' (pen.), 65' · Blum 44' (a.g.) · Alex Oliveira 62' · Gilson Batata |           | Luizão 59' (pen.) | Árbitro(s): Dalmo Bozzano                  | Árbitro(s): Dalmo Bozzano |

| 1 de octubre de 1996 | Palmeiras                             | 3:0 (2:0) | Bragantino | Estadio Palestra Itália, São Paulo |                                 |
|                      | Djalminha 31' · Viola 40' · Ávila 69' |           |            | Árbitro(s): Oscar Roberto Godói    | Árbitro(s): Oscar Roberto Godói |

| 12 de septiembre de 1996 | Unión Atlético Táchira           | 2:2 (2:1) | Santa Fe              | Polideportivo de Pueblo Nuevo, San Cristóbal |                           |
|                          | Hernández 13' · Rojas 28' (pen.) |           | Vidales 2' · Díaz 68' | Árbitro(s): César Córdova                    | Árbitro(s): César Córdova |

| 19 de septiembre de 1996 | Santa Fe                                 | 3:0 (1:0) | Unión Atlético Táchira | Estadio El Campín, Bogotá |                          |
|                          | Méndez 32' · Garcés 69' · Wittingham 73' |           |                        | Árbitro(s): Byron Moreno  | Árbitro(s): Byron Moreno |

| 10 de septiembre de 1996 | Deportes Tolima | 1:0 (0:0) | Vasco da Gama | Estadio Manuel Murillo Toro, Ibagué |                            |
|                          | León 66'        |           |               | Árbitro(s): Roger Zambrano          | Árbitro(s): Roger Zambrano |

| 17 de septiembre de 1996 | Vasco da Gama                              | 4:0 (2:0) | Deportes Tolima | Estadio Vivaldo Lima, Manaus |                             |
|                          | Edmundo 12', 52' · Nélson 28' · Cássio 83' |           |                 | Árbitro(s): Óscar Velázquez  | Árbitro(s): Óscar Velázquez |

| 11 de septiembre de 1996 | Alianza Lima              | 2:1 (1:0) | Emelec     | Estadio Alejandro Villanueva, Lima |                              |
|                          | Careca 14' · Gonzales 75' |           | Juárez 56' | Árbitro(s): Rafael Torrealba       | Árbitro(s): Rafael Torrealba |

| 18 de septiembre de 1996 | Emelec                                             | 2:1 (1:1) (4:3 p.)         | Alianza Lima                                | Estadio George Capwell, Guayaquil |                           |
|                          | Ron 32' · Juárez 67'                               |                            | Salazar 18' (pen.)                          | Árbitro(s): Felipe Russio         | Árbitro(s): Felipe Russio |
|                          |                                                    | Tiros desde el punto penal |                                             |                                   |                           |
|                          | Batallas · Fajardo · Graziani · Fernández · Juárez |                            | Tempone · Ruiz · Rodríguez · Jayo · Salazar |                                   |                           |

| 11 de septiembre de 1996 | Porongos                    | 2:2 (1:1) | River Plate               | Estadio Municipal, San José de Mayo |                          |
|                          | Abeldaño 10' · A. López 67' |           | Picún 12' · Tiscornia 57' | Árbitro(s): Saúl Feldman            | Árbitro(s): Saúl Feldman |

| 18 de septiembre de 1996 | River Plate                                                                  | 6:0 (1:0) | Porongos | Estadio Parque Saroldi, Montevideo |                                 |
|                          | Roselló 19', 50' · Dos Santos 54' · Curbelo 63' · H. López 71' · Salazar 72' |           |          | Árbitro(s): Eduardo Dluzniewski    | Árbitro(s): Eduardo Dluzniewski |

| 11 de septiembre de 1996 | Cobreloa                     | 3:2 (1:1) | Rosario Central           | Estadio Municipal, Calama |                       |
|                          | Cornejo 31', 67' · Tapia 79' |           | Boasso 25' · Da Silva 74' | Árbitro(s): Juan Luna     | Árbitro(s): Juan Luna |

| 18 de septiembre de 1996 | Rosario Central                                     | 4:1 (2:0) | Cobreloa    | Estadio Gigante de Arroyito, Rosario |                             |
|                          | Arruabarrena 12' · Da Silva 29', 56' · Cardetti 81' |           | Vásquez 60' | Árbitro(s): Wilson de Souza          | Árbitro(s): Wilson de Souza |

| 11 de septiembre de 1996 | Bolívar      | 1:0 (0:0) | Lanús | Estadio Hernando Siles, La Paz |                            |
|                          | González 76' |           |       | Árbitro(s): Robert Troxler     | Árbitro(s): Robert Troxler |

| 18 de septiembre de 1996 | Lanús                                             | 4:1 (1:1) | Bolívar       | Estadio Ciudad de Lanús, Lanús |                               |
|                          | Serrizuela 45', 80' (pen.) · Mena 77' · Enría 87' |           | Ochoaizpur 3' | Árbitro(s): Rafael Hormazábal  | Árbitro(s): Rafael Hormazábal |

| 18 de septiembre de 1996 | Guaraní                             | 3:1 (1:1) | Fluminense | Estadio Manuel Ferreira, Asunción |                                  |
|                          | González 45' · Soto 53' · Rojas 73' |           | Barata 7'  | Árbitro(s): Mario Sánchez Yantén  | Árbitro(s): Mario Sánchez Yantén |

| 2 de octubre de 1996 | Fluminense                   | 2:2 (0:2) | Guaraní              | Estadio das Laranjeiras, Río de Janeiro |                              |
|                      | Paulo Roberto 74' · Hugo 79' |           | Báez 26' · Rojas 34' | Árbitro(s): Horacio Elizondo            | Árbitro(s): Horacio Elizondo |

### Cuartos de final
| 17 de octubre de 1996 | Santa Fe      | 1:0 (1:0) | Bragantino | Estadio El Campín, Bogotá |                           |
|                       | Wittingham 9' |           |            | Árbitro(s): Alfredo Rodas | Árbitro(s): Alfredo Rodas |

| 23 de octubre de 1996 | Bragantino | 0:0 | Santa Fe | Estadio Marcelo Stéfani, Bragança Paulista |  |
|                       |            |     |          | Árbitro(s): Luis Oliveto                   |  |

| 16 de octubre de 1996 | Emelec | 0:2 (0:1) | Vasco da Gama          | Estadio George Capwell, Guayaquil |                              |
|                       |        |           | Ramon 10' · Cássio 76' | Árbitro(s): John Toro Rendón      | Árbitro(s): John Toro Rendón |

| 24 de octubre de 1996 | Vasco da Gama | 0:1 (0:1) | Emelec        | Estadio São Januário, Río de Janeiro |                           |
|                       |               |           | Fernández 36' | Árbitro(s): Ubaldo Aquino            | Árbitro(s): Ubaldo Aquino |

| 7 de octubre de 1996 | Rosario Central                              | 4:0 (2:0) | River Plate | Estadio Gigante de Arroyito, Rosario |                              |
|                      | Fernández 6' · Cardetti 43', 76' · Palma 86' |           |             | Árbitro(s): Cláudio Cerdeira         | Árbitro(s): Cláudio Cerdeira |

| 17 de octubre de 1996 | River Plate | 0:0 | Rosario Central | Estadio Parque Saroldi, Montevideo |  |
|                       |             |     |                 | Árbitro(s): Armando Aliaga         |  |

| 16 de octubre de 1996 | Guaraní | 0:2 (0:1) | Lanús                         | Estadio Manuel Ferreira, Asunción |                         |
|                       |         |           | Mena 35' (pen.) · Coyette 68' | Árbitro(s): René Ortubé           | Árbitro(s): René Ortubé |

| 23 de octubre de 1996 | Lanús                                                                | 6:2 (2:0) | Guaraní                      | Estadio Ciudad de Lanús, Lanús |                           |
|                       | Belloso 10', 66' · Falaschi 26' · López 71' · Mena 82' · Coyette 87' |           | Rojas 68' (pen.) · Isasi 72' | Árbitro(s): Carlos Robles      | Árbitro(s): Carlos Robles |

### Semifinales
| 29 de octubre de 1996 | Vasco da Gama     | 2:1 (2:0) | Santa Fe       | Estadio de Maracaná, Río de Janeiro |                            |
|                       | Ranielli 44', 48' |           | Wittingham 89' | Árbitro(s): Luis Seminario          | Árbitro(s): Luis Seminario |

| 13 de noviembre de 1996 | Santa Fe                                                           | 1:0 (1:0) (6:5 p.)         | Vasco da Gama                                                                 | Estadio El Campín, Bogotá |                           |
|                         | Villamizar 40'                                                     |                            |                                                                               | Árbitro(s): Alfredo Rodas | Árbitro(s): Alfredo Rodas |
|                         |                                                                    | Tiros desde el punto penal |                                                                               |                           |                           |
|                         | Penayo · Villamizar · Salcedo · Zea · Wittingham · Upegui · Flórez |                            | Edmundo · Ranielli · Juninho Pernambucano · Borçato · Alê · Pinho · João Luiz |                           |                           |

| 30 de octubre de 1996 | Lanús                                                 | 3:0 (1:0) | Rosario Central | Estadio Ciudad de Lanús, Lanús |                          |
|                       | Da Silva 44' (a.g.) · Carbonari 57' (a.g.) · Mena 78' |           |                 | Árbitro(s): Hugo Cordero       | Árbitro(s): Hugo Cordero |

| 13 de noviembre de 1996 | Rosario Central | 1:3 (1:1) | Lanús                                   | Estadio Gigante de Arroyito, Rosario |                            |
|                         | Cardetti 11'    |           | Serrizuela 4' · López 83' · Belloso 86' | Árbitro(s): Roberto Ruscio           | Árbitro(s): Roberto Ruscio |

### Final

#### Ida
| 20 de noviembre de 1996 | Lanús                         | 2:0 (1:0) | Santa Fe | Estadio Ciudad de Lanús, Lanús |                           |
|                         | Mena 31' (pen.) · Ibagaza 76' |           |          | Árbitro(s): Carlos Robles      | Árbitro(s): Carlos Robles |

| 1          | POR        | Carlos Roa           |     |
| 14         | DEF        | Juan José Serrizuela |     |
| 2          | DEF        | Gustavo Falaschi     |     |
| 6          | DEF        | Gustavo Siviero      |     |
| 23         | DEF        | Andrés Bressán       |     |
| 8          | MED        | Oscar Mena           |     |
| 5          | MED        | Daniel Cravero       |     |
| 15         | MED        | Walter Coyette       | 69' |
| 7          | MED        | Ariel Ibagaza        |     |
| 9          | DEL        | Claudio Enría        | 67' |
| 11         | DEL        | Ariel López          | 84' |
| Entrenador | Entrenador | Héctor Cúper         |     |

| 1          | POR        | Rafael Dudamel       |     |
| 19         | DEF        | Nelson Flórez        | 80' |
| 15         | DEF        | Grigori Méndez       |     |
| 2          | DEF        | Orlando Garcés       |     |
| 5          | DEF        | Óscar Upegui         |     |
| 20         | MED        | Jorge Salcedo        |     |
| 17         | MED        | Robert Villamizar    |     |
| 14         | MED        | Nelson Hurtado       |     |
| 7          | MED        | Roberto Vidales      | 46' |
| 11         | DEL        | Francisco Wittingham |     |
| 9          | DEL        | Farley Hoyos         | 62' |
| Entrenador | Entrenador | Pablo Centrone       |     |

| 19 | DEL | Gonzalo Belloso     | 67' |
| 21 | MED | Claudio Lacosegliaz | 69' |
| 16 | DEL | Milton Coimbra      | 84' |

| 18 | DEL | Silverio Ramón Penayo | 46' |
| 16 | DEL | Gustavo Díaz          | 62' |
| 8  | MED | John Mario Pérez      | 80' |

| Anotado · Penal | 31' | Oscar Mena    | 1:0 |
| Anotado         | 76' | Ariel Ibagaza | 2:0 |

|  |  |  |  |

| Amonestado |  | Gustavo Siviero |

| Amonestado |  | Jorge Salcedo  |
| Amonestado |  | Nelson Hurtado |
| Amonestado |  | Gustavo Díaz   |

| Árbitro | Carlos Robles |

| 1          | POR        | Carlos Roa           |     |
| 14         | DEF        | Juan José Serrizuela |     |
| 2          | DEF        | Gustavo Falaschi     |     |
| 6          | DEF        | Gustavo Siviero      |     |
| 23         | DEF        | Andrés Bressán       |     |
| 8          | MED        | Oscar Mena           |     |
| 5          | MED        | Daniel Cravero       |     |
| 15         | MED        | Walter Coyette       | 69' |
| 7          | MED        | Ariel Ibagaza        |     |
| 9          | DEL        | Claudio Enría        | 67' |
| 11         | DEL        | Ariel López          | 84' |
| Entrenador | Entrenador | Héctor Cúper         |     |

| 1          | POR        | Rafael Dudamel       |     |
| 19         | DEF        | Nelson Flórez        | 80' |
| 15         | DEF        | Grigori Méndez       |     |
| 2          | DEF        | Orlando Garcés       |     |
| 5          | DEF        | Óscar Upegui         |     |
| 20         | MED        | Jorge Salcedo        |     |
| 17         | MED        | Robert Villamizar    |     |
| 14         | MED        | Nelson Hurtado       |     |
| 7          | MED        | Roberto Vidales      | 46' |
| 11         | DEL        | Francisco Wittingham |     |
| 9          | DEL        | Farley Hoyos         | 62' |
| Entrenador | Entrenador | Pablo Centrone       |     |

| 19 | DEL | Gonzalo Belloso     | 67' |
| 21 | MED | Claudio Lacosegliaz | 69' |
| 16 | DEL | Milton Coimbra      | 84' |

| 18 | DEL | Silverio Ramón Penayo | 46' |
| 16 | DEL | Gustavo Díaz          | 62' |
| 8  | MED | John Mario Pérez      | 80' |

| Anotado · Penal | 31' | Oscar Mena    | 1:0 |
| Anotado         | 76' | Ariel Ibagaza | 2:0 |

|  |  |  |  |

| Amonestado |  | Gustavo Siviero |

| Amonestado |  | Jorge Salcedo  |
| Amonestado |  | Nelson Hurtado |
| Amonestado |  | Gustavo Díaz   |

| Árbitro | Carlos Robles |

#### Vuelta
| 4 de diciembre de 1996 | Santa Fe             | 1:0 (1:0) | Lanús | Estadio El Campín, Bogotá   |                             |
|                        | Wittingham 4' (pen.) |           |       | Árbitro(s): Antônio Pereira | Árbitro(s): Antônio Pereira |

| 1          | POR        | Rafael Dudamel        |     |
| 19         | DEF        | Nelson Flórez         | 72' |
| 2          | DEF        | Orlando Garcés        |     |
| 21         | DEF        | Wilson Gutiérrez      |     |
| 5          | DEF        | Óscar Upegui          |     |
| 17         | MED        | Robert Villamizar     |     |
| 20         | MED        | Jorge Salcedo         |     |
| 7          | MED        | Roberto Vidales       | 46' |
| 11         | DEL        | Francisco Wittingham  |     |
| 16         | DEL        | Gustavo Díaz          | 58' |
| 18         | DEL        | Silverio Ramón Penayo |     |
| Entrenador | Entrenador | Pablo Centrone        |     |

| 1          | POR        | Carlos Roa       |     |
| 4          | DEF        | César Loza       |     |
| 2          | DEF        | Gustavo Falaschi |     |
| 6          | DEF        | Gustavo Siviero  |     |
| 3          | DEF        | Armando González |     |
| 20         | MED        | Juan Fernández   | 64' |
| 5          | MED        | Daniel Cravero   |     |
| 10         | MED        | Hugo Morales     |     |
| 7          | MED        | Ariel Ibagaza    | 80' |
| 19         | DEL        | Gonzalo Belloso  | 74' |
| 11         | DEL        | Ariel López      |     |
| Entrenador | Entrenador | Héctor Cúper     |     |

| 8  | MED | John Mario Pérez | 46' |
| 9  | DEL | Farley Hoyos     | 58' |
| 23 | MED | Alejandro Zea    | 72' |

| 14 | DEF | Juan José Serrizuela | 64' |
| 9  | DEL | Claudio Enría        | 74' |
| 21 | MED | Claudio Lacosegliaz  | 80' |

| Anotado · Penal | 4' | Francisco Wittingham | 1:0 |

|  |  |  |  |

| Amonestado |  | Robert Villamizar     |
| Amonestado |  | John Mario Pérez      |
| Amonestado |  | Silverio Ramón Penayo |

| Amonestado |  | Hugo Morales |

| Árbitro | Antônio Pereira |

| 1          | POR        | Rafael Dudamel        |     |
| 19         | DEF        | Nelson Flórez         | 72' |
| 2          | DEF        | Orlando Garcés        |     |
| 21         | DEF        | Wilson Gutiérrez      |     |
| 5          | DEF        | Óscar Upegui          |     |
| 17         | MED        | Robert Villamizar     |     |
| 20         | MED        | Jorge Salcedo         |     |
| 7          | MED        | Roberto Vidales       | 46' |
| 11         | DEL        | Francisco Wittingham  |     |
| 16         | DEL        | Gustavo Díaz          | 58' |
| 18         | DEL        | Silverio Ramón Penayo |     |
| Entrenador | Entrenador | Pablo Centrone        |     |

| 1          | POR        | Carlos Roa       |     |
| 4          | DEF        | César Loza       |     |
| 2          | DEF        | Gustavo Falaschi |     |
| 6          | DEF        | Gustavo Siviero  |     |
| 3          | DEF        | Armando González |     |
| 20         | MED        | Juan Fernández   | 64' |
| 5          | MED        | Daniel Cravero   |     |
| 10         | MED        | Hugo Morales     |     |
| 7          | MED        | Ariel Ibagaza    | 80' |
| 19         | DEL        | Gonzalo Belloso  | 74' |
| 11         | DEL        | Ariel López      |     |
| Entrenador | Entrenador | Héctor Cúper     |     |

| 8  | MED | John Mario Pérez | 46' |
| 9  | DEL | Farley Hoyos     | 58' |
| 23 | MED | Alejandro Zea    | 72' |

| 14 | DEF | Juan José Serrizuela | 64' |
| 9  | DEL | Claudio Enría        | 74' |
| 21 | MED | Claudio Lacosegliaz  | 80' |

| Anotado · Penal | 4' | Francisco Wittingham | 1:0 |

|  |  |  |  |

| Amonestado |  | Robert Villamizar     |
| Amonestado |  | John Mario Pérez      |
| Amonestado |  | Silverio Ramón Penayo |

| Amonestado |  | Hugo Morales |

| Árbitro | Antônio Pereira |

|                           |
| Bandera de Argentina      |
| Campeón Lanús 1.er título |

## Estadísticas

### Goleadores
| Jugador              | Club            | Goles |
| -------------------- | --------------- | ----- |
| Oscar Mena           | Lanús           | 5     |
| Martín Cardetti      | Rosario Central | 4     |
| Francisco Wittingham | Santa Fe        | 4     |
| Gonzalo Belloso      | Lanús           | 3     |
| Rubén Da Silva       | Rosario Central | 3     |
| Arístides Rojas      | Guaraní         | 3     |
| Juan José Serrizuela | Lanús           | 3     |